# Guerra contra as gangues em Honduras
A guerra contra as gangues (em castelhano:  Guerra contra las pandillas) ou repressão das gangues hondurenhas, referida em Honduras como Régimen de Exception, começou em dezembro de 2022 depois que as autoridades suspenderam partes da constituição hondurenha para combater os grupos criminosos no país.

## Anúncio
Em 24 de novembro de 2022, o governo de Honduras declarou estado de emergência em relação à violência das gangues no país. Em 3 de dezembro de 2022, o governo anunciou que alguns direitos constitucionais seriam suspensos nas cidades de Tegucigalpa e San Pedro Sula para reprimir gangues criminosas nesses locais, particularmente a Mara Salvatrucha (MS-13) e a Mara Barrio 18. Nessas cidades, as gangues são acusadas de extorquir moradores em troca de proteção contra a violência e de matar pessoas que se recusam a pagar. De acordo com a Associação para uma Sociedade Mais Justa, as gangues ganham cerca de US$ 737 milhões por meio de extorsão. Gustavo Sánchez, comissário da Polícia Nacional, afirmou que o estado de exceção duraria 30 dias.
Xiomara Castro, presidente de Honduras, condenou o uso de extorsão pelas gangues, afirmando: "[a extorsão] é uma das principais causas de insegurança, migração, deslocamento, perda de liberdade, mortes violentas e fechamento de empresas de pequeno e médio porte. Com a estratégia abrangente contra a extorsão e crimes relacionados anunciada hoje pela polícia nacional, este governo do socialismo democrático declara guerra à extorsão." Segundo Leandro Osorio, ex-comissário da Polícia Nacional, as autoridades "realizariam ações repressivas" e "penetrariam" nas quadrilhas para capturar seus líderes. Raúl Pineda Alvarado, analista de segurança hondurenho, afirmou que a repressão seria uma "imitação" das medidas similares contra gangues em El Salvador, iniciada em março de 2022.

## Repressão
As medidas severas contra a criminalidade tiveram inicio no dia 6 de dezembro de 2022 às 18h00. quando 2.000 policiais entraram em áreas controladas pelas gangues em Tegucigalpa e San Pedro Sula.